# Schloßplatz (Dresden)
De Schloßplatz is een plein in de Duitse stad Dresden en is als ensemble van gebouwen een herkenningspunt in het historische stadscentrum van Dresden. De gebouwen rondom het plein zijn grotendeels gerestaureerd, zodat het plein zijn oorspronkelijke karakter heeft teruggekregen. Het ligt tussen de rivier de Elbe en het Residenzschloss, waaraan het plein zijn naam ontleent.

## Geschiedenis
Het plein ontstond in de vijftiende eeuw. De Schloßstraße loopt door de poort en verbindt het plein met de Altmarkt. Aan de Schloßplatz staat ook de toren Hausmannsturm, die ongeveer 100 meter hoog is en de hoogste toren in het paleiscomplex en in Dresden.
In de eerste helft van de 18e eeuw werd de brug over de Elbe grondig verbouwd, gevolgd door de bouw van de Katholische Hofkirche. Om de nodige bouwruimte ten westen van de huidige Schloßplatz te verkrijgen, werden gebouwen gesloopt, maar werd ook de oeverwal naar de Elbe verplaatst en het plein tot aan de brug opgevuld. De Hofkirche, die de Schloßplatz scheidt van de Theaterplatz, is het enige gebouw dat het plein een barok karakter geeft. De kerk is met het paleis verbonden door een aangebouwde brug. De voorheen naamloze steeg eronder werd op 22 mei 2007 Chiaverigasse gedoopt naar de Italiaanse architect Gaetano Chiaveri, die de Hofkirche bouwde.
De Augustusstraße, die bekend staat om de Fürstenzug, begint ook op de Schloßplatz. Delen van de Fürstenzug zijn te herkennen vanaf het plein, omdat deze direct aan het plein begint. Het plein is verbonden met de Neumarkt via de Augustusstrasse.
Tegenover de Hofkirche staat het Sächsisches Ständehaus, waarin het Oberlandesgericht van Dresden is gehuisvest. Het Fürstenberghuis stond hier tot 1894, toen het werd afgebroken om plaats te maken voor het nieuwe Ständehaus. Ernaast ligt de trap naar het de Brühlsche Terrasse, gebouwd in 1814, die het plein afsluit naast de oprit naar de Augustusbrug. 
Tijdens de luchtaanvallen op Dresden in 1945 werd het plein verwoest. In tegendeel tot vele andere gebouwen en pleinen in de stad werd dit deel al redelijk snel heropgebouwd. Doordat na die Wende ook de rest van de omgeving aangepakt werd heeft dit gebied terug het vooroorlogse karakter. 